# The Ice Break

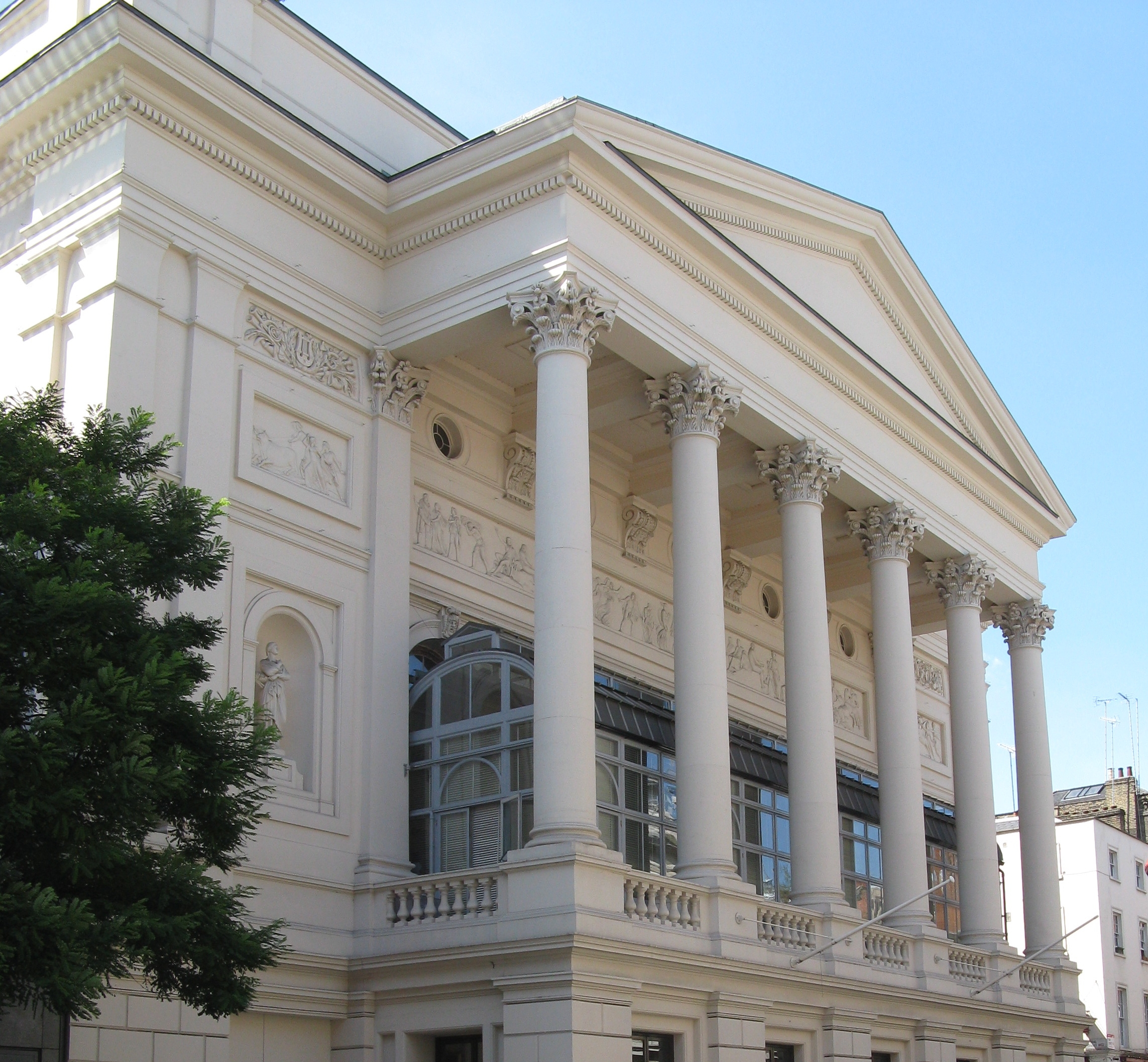
Royal Opera House

The Ice Break (El rompehielos) es una ópera en tres actos con música de Michael Tippett y libreto original en inglés del propio compositor. Se estrenó en el Royal Opera House, Covent Garden, el 7 de julio de 1977, con dirección de Colin Davis, el dedicatario de la ópera.

## Personajes
| Personaje                                           | Tesitura                                         | Reparto del estreno, 7 de julio de 1977 (Director: Colin Davis) |
| --------------------------------------------------- | ------------------------------------------------ | --------------------------------------------------------------- |
| Lev, un viejo maestro de 50 años                    | bajo                                             | John Shirley-Quirk                                              |
| Nadia, su esposa                                    | soprano lírica                                   | Heather Harper                                                  |
| Yuri, su hijo                                       | barítono                                         | Tom McDonnell                                                   |
| Gayle, novia blanca nativa de Yuri                  | soprano dramática                                | Josephine Barstow                                               |
| Hannah, enfermera de hospital, amiga negra de Gayle | mezzosoprano rica                                | Beverly Vaughn                                                  |
| Olympion, un campeón deportivo, novio de Hannah     | tenor                                            | Clyde Walker                                                    |
| Luke, un joven interno en el hospital de Hannah     | tenor                                            | John Dobson                                                     |
| Teniente                                            | barítono                                         | Roderick Kennedy                                                |
| Astron, un mensajero psicodélico                    | mezzosoprano lírica y tenor alto (o contratenor) | Roderick Kennedy                                                |